# Patrick Flueger
Patrick John Flueger (Red Wing, Minnesota; 10 de diciembre de 1983) es un actor estadounidense, conocido por sus papeles en The 4400, Chicago P.D., the princess diary 

## Biografía
Flueger nació el 10 de diciembre de 1983, en Red Wing (Minnesota). Se graduó en Red Wing High School. 

## Carrera
Su carrera como actor comenzó cuando escuchó en el casting de la película estrella de 2001, The Princess Diaries. Interpretó a Jeremiah Hart, un marginado aspirante a mago del instituto Grove, y uno de los mejores amigos de Mia Thermópolis (Anne Hathaway), cuyo papel fue inventado especialmente para él ya que no consiguió el papel de protagonista. 
También fue uno de los personajes principales de la serie de ciencia ficción estadounidense The 4400. Interpretó a Shawn Farrell, uno de los 4400, junto con las coestrellas Conchita Campbell (Maia Skouris), Joel Gretsch (Tom Baldwin) y Jacqueline McKenzie (Diana Skouris). 
En 2009 actuó en la película estadounidense Brothers, con el nombre de Joe Willis; junto a Tobey Maguire.
En 2011 actuó en Footloose en el papel de Chuck Cranston, junto a Kenny Wormald y Julianne Hough
Desde 2014 interpreta al detective Adam Ruzek de la división de inteligencia en Chicago P.D.